# Marius Onofraș
Marius Onofraș (nume complet Daniel Marius Onofraș, n. 17 august 1980, Iași) este team manager la CSM Politehnica Iași. A fost un fotbalist român care a evoluat la echipa ASC Dacia Unirea Brăila pe postul de atacant, iar în mai 2018 a semnat cu CS Bradu Borca, echipă aflată în Play-Off-ul Ligii a IV-a a județului Neamț.
Pe 31 august 2010 a semnat pentru Steaua alături de alți patru jucători de la Unirea Urziceni: Galamaz, Marinescu, Apostol și Bilașco.

## Performanțe internaționale
A jucat pentru Unirea Urziceni în grupele UEFA Champions League 2009-10, contabilizând 4 meciuri și reușind să marcheze un gol împotriva echipei scoțiene Glasgow Rangers, meci disputat la București, pe stadionul Ghencea, terminat cu scorul 1-1.

## Titluri
| Sezon     | Club                | Titlu         |
| --------- | ------------------- | ------------- |
| 2008-2009 | Unirea Urziceni     | Liga I        |
| 2010-2011 | FC Steaua București | Cupa României |